# Abel Serdio
Abel Serdio Guntín, más conocido como Abel Serdio, (Avilés, 16 de abril de 1994) es un jugador de balonmano español que juega de pivote en el Orlen Wisła Płock polaco.
Es internacional con la selección de balonmano de España, con la que debutó el 24 de octubre de 2018 en la victoria de España por 28-29 frente a la selección de balonmano de Suecia en la Euro Cup.
Se formó en la prolífica cantera del Grupo Deportivo Bosco de Avilés desde categoría cadete hasta juvenil (2009 a 2012).
Ya en sénior militó en el balonmano Atlética Avilesina de Primera Nacional en la temporada 2012/2013 y en AB Gijón Jovellanos de División de Honor Plata y en la liga ASOBAL durante tres temporadas (2013 a 2016).

## Palmarés

### Selección nacional
| Juegos Olímpicos   | Juegos Olímpicos | Juegos Olímpicos  | Juegos Olímpicos |
| Año                | Lugar            | Medalla           |                  |
| ------------------ | ---------------- | ----------------- | ---------------- |
| 2024               | París            | Medalla de bronce |                  |
| Campeonato Mundial |                  |                   |                  |
| Año                | Lugar            | Medalla           |                  |
| 2023               | Polonia y Suecia | Medalla de bronce |                  |

### Barcelona
- Supercopa de España (1): 2020
- Mundial de Clubes (1): 2019
- Liga Asobal (1): 2019-20
- Copa Asobal (1): 2019-20
- Copa del Rey de Balonmano (1): 2019-20

### Wisla Plock
- Copa de Polonia de balonmano (3): 2022, 2023, 2024
- Liga de Polonia de balonmano (1): 2024

## Clubes
- BM Gijón Jovellanos (2013-2016)
- Recoletas Atlético Valladolid (2016-2019)[5]
- FC Barcelona (2019-2021)
- Orlen Wisła Płock (2020-2021) (cedido)
- Orlen Wisła Płock (2021- )[6]